# 1781
| [ Edytuj tabelę ]                  | |
| Król Polski                        | - 1764 Stanisław August Poniatowski 1795 |
| Emir Afganistanu                   | - 1772 Timur Szah Durrani 1793 |
| Współksiążęta Andory               | - 1780 Joan de García y Montenegro 1783 - 1774 Ludwik XVI 1792 |
| Elektor Bawarii                    | - 1777 Karol Teodor 1799 |
| Sułtan Brunei                      | - 1762 Omar Ali Saifuddin I 1795 |
| Cesarz Chin                        | - 1735 Qianlong 1796 |
| Król Czech                         | - 1780 Józef II Habsburg 1790 |
| Król Danii                         | - 1766 Chrystian VII 1808 |
| Dalajlama                          | - 1758 Jamphel Gjaco 1804 |
| Król Francji                       | - 1774 Ludwik XVI 1792 |
| Król Gruzji                        | - 1762 Herakliusz II 1798 |
| Król Hiszpanii                     | - 1759 Karol III 1788 |
| Landgraf Hesji-Kassel              | - 1760 Fryderyk II Heski 1785 |
| Stadhouder Holandii                | - 1751 Wilhelm V Orański 1795 |
| Szach Iranu                        | - 1779 Sadik Chan 1782 |
| Państwo Wielkich Mogołów           | - 1759 Shah Alam II 1806 |
| Król Irlandii                      | - 1760 Jerzy III Hanowerski 1820 |
| Cesarz Japonii                     | - 1779 Kōkaku 1817 |
| Kalif                              | - 1773 Abdülhamid I 1789 |
| Prezydent Kongresu Kontynentalnego | - 1779 Samuel Huntington 1781 - 1781 Thomas McKean 1782 - 1781 John Hanson 1782                                                                                        |
| Patriarcha Konstantynopola         | - 1780 Gabriel IV 1785 |
| Władca Korei                       | - 1776 Chŏngjo 1800 |
| Książę Kurlandii i Semigalii       | - 1769 Piotr Biron 1795 |
| Emir Kuwejtu                       | - 1762 Abd Allah I 1814 |
| Książę Liechtensteinu              | - 1772 Franciszek Józef I 1781 - 1781 Alojzy I 1805 |
| Sułtan Maroka                      | - 1757 Muhammad III 1790 |
| Książę Monako                      | - 1733 Honoriusz III 1793 |
| Król Nawarry                       | - 1774 Ludwik XVI 1791 |
| Król Nepalu                        | - 1777 Rana Bahadur 1799 |
| Król Norwegii                      | - 1766 Chrystian VII 1784 |
| Sułtan Omanu                       | - 1749 Ahmad ibn Sa’id 1783 |
| Elektor Palatynatu                 | - 1742 Karol IV Teodor 1799 |
| Papież                             | - 1775 Pius VI 1799 |
| Książę Parmy i Piacenzy            | - 1765 Ferdynand 1802 |
| Król Portugalii                    | - 1777 Maria I 1816 - 1777 Piotr III (król iure uxoris) 1786 |
| Król Prus                          | - 1772 Fryderyk II Wielki 1786 |
| Car Rosji                          | - 1762 Katarzyna II Wielka 1796 |
| Cesarz Rzymski (niemiecki)         | - 1765 Józef II Habsburg 1790 |
| Kapitanowie Regenci San Marino     | - 1780 Costantino Bonelli Francesco di Livio Casali 1781 - 1781 Pier Antonio Leonardelli Girolamo Paoloni 1781 - 1781 Baldassarre Giangi Giovanni Antonio Malpeli 1782 |
| Elektor Saksonii                   | - 1763 Fryderyk August III 1806 |
| Król Sardynii                      | - 1773 Wiktor Amadeusz III 1796 |
| Król Szwecji                       | - 1771 Gustaw III 1792 |
| Król Tajlandii                     | - 1769 Taksin 1782 |
| Sułtan Turków                      | - 1774 Abdülhamid I 1789 |
| Doża Wenecji                       | - 1779 Paolo Renier 1789 |
| Król Węgier                        | - 1780 Józef II 1790 |
| Monarcha Wielkiej Brytanii         | - 1760 Jerzy III 1820 |
| Premier Wielkiej Brytanii          | - 1770 Lord North 1782 |
| Cesarz Wietnamu                    | - 1778 Thái Đức 1788 |

Rok 1781 / MDCCLXXXI
stulecia: XVII wiek ~
XVIII wiek ~
XIX wiek

lata: 1771 «
1776 «
1777 «
1778 «
1779 «
1780 «
1781
» 1782
» 1783
» 1784
» 1785
» 1786
» 1791

## Wydarzenia w Polsce
- 17 maja – w Tucholi Jan Filip Voigt podpalił zabudowania przykościelne w celu dokonania kradzieży zgromadzonych tam kosztowności. W wyniku powstałego pożaru spłonęła większa część zabudowy miasta.
- 16 czerwca – premiera komedii Fircyk w zalotach Franciszka Zabłockiego.
- 17 października – początek działalności Teatru Starego w Krakowie. Przedstawienia odbywały się w budynku Pałacu Spiskiego przy Rynku Głównym.

## Wydarzenia na świecie
- Trwała wojna o niepodległość Stanów Zjednoczonych.
- 1 stycznia – nad rzeką Severn w angielskim hrabstwie Shropshire otwarto pierwszy żelazny most na świecie Iron Bridge.
- 2 stycznia – indiańscy powstańcy pod wodzą Tupaca Amaru II rozpoczęli oblężenie Cuzco (Peru).
- 17 stycznia – wojna o niepodległość USA: bitwa pod Cowpens.
- 29 stycznia – w Monachium odbyła się premiera opery Idomeneusz, król Krety Wolfganga Amadeusa Mozarta.
- 20 lutego – powstanie Tupaca Amaru II: zwycięstwo wojsk hiszpańskich w bitwie pod wzgórzem Punilla (Boliwia).
- 1 marca – w USA weszły w życie artykuły konfederacji i wieczystej unii.
- 13 marca – William Herschel odkrył nową planetę Uran.
- 15 marca – wojna o niepodległość USA: miała miejsce nierozstrzygnięta bitwa pod Guilford Court House.
- 23 marca – powstanie Tupaca Amaru II: Hiszpanie rozgromili w bitwie pod Pucacasa armię powstańczą Tupaca Amaru II.
- 5 kwietnia – powstanie Tupaca Amaru II: klęska powstańców w starciu z Hiszpanami pod Combapatą (Peru).
- 16 kwietnia – zwycięstwo eskadry brytyjskiej nad francuską w bitwie pod Porto Praya na Wyspach Zielonego Przylądka.
- 13 maja – powstanie Tupaca Amaru II: rozpoczęła się bitwa pod górą Condorcuyo w Peru, zakończona następnego dnia zwycięstwem wojsk hiszpańskich.
- 18 maja – w Cuzco (Peru) został ścięty Tupac Amaru II, przywódca zdławionego powstania antyhiszpańskiego.
- 19 maja – król Ludwik XVI zdymisjonował generalnego kontrolera finansów Francji Jacques’a Neckera.
- 5 sierpnia – eskadra brytyjska i holenderska stoczyły ze sobą bitwę pod Dogger Bank.
- 4 września – hiszpańscy osadnicy założyli nad Oceanem Spokojnym Los Angeles, zwane „miastem aniołów”.
- 5 września – wojna o niepodległość USA: bitwa pod Chesapeake.
- 8 września – wojna o niepodległość USA: wojska brytyjskie odniosły zwycięstwo w bitwie pod Eutaw Springs.
- Od 28 września do 17 października – wojna o niepodległość USA: oblężenie Yorktown.
- 13 października – cesarz Józef II wydał Patent tolerancyjny przyznający prawa ewangelikom i prawosławnym w Imperium Habsburgów na równi z katolikami.
- 17 października – wojna o niepodległość USA: wojska amerykańskie zdobyły Yorktown.
- 19 października – wojna o niepodległość USA: pod Yorktown Cornwallis poddał się Washingtonowi, co oznaczało koniec brytyjskiej dominacji nad koloniami.
- 27 października – zainaugurował działalność Teatr Porte-Saint-Martin w Paryżu.
- 1 listopada
  - zniesiono poddaństwo w Austrii i Czechach.
  - założono Massachusetts Medical Society, najstarsze nieprzerwanie działające stanowe towarzystwo medyczne w USA.
- Krwawo stłumione powstanie Ajnów przeciw Japończykom.
- Wydano austriacką Powszechną Ordynację Sądową.

## Urodzili się
- 26 stycznia – Ludwig Achim von Arnim, pisarz niemiecki (zm. 1831)
- 14 lutego - Walenty Maciej Tomaszewski, polski duchowny katolicki, biskup kujawsko-kaliski (zm. 1851)
- 17 lutego – René Théophile Hyacinthe Laennec, francuski lekarz, wynalazca stetoskopu (zm. 1826)
- 13 marca – Karl Friedrich Schinkel, niemiecki architekt, urbanista, projektant i malarz (zm. 1841)
- 28 marca - Anna Nakwaska, polska pisarka, autorka książek dla dzieci, pedagog (zm. 1851)
- 27 maja – Feliks Jan Bentkowski, polski historyk literatury, bibliograf (zm. 1852)
- 1 czerwca – Franciszka Anna od Matki Bożej Bolesnej, hiszpańska zakonnica, błogosławiona katolicka (zm. 1855)
- 9 czerwca – George Stephenson, inżynier angielski, konstruktor (zm. 1848)
- 21 czerwca – Siméon Denis Poisson, francuski mechanik teoretyk, fizyk i matematyk (zm. 1840)
- 9 lipca – Cirilo de Alameda y Brea, kardynał, prymas Hiszpanii (zm. 1872)
- 8 września - Ferdynand Maria Chotek, czeski hrabia, duchowny katolicki, arcybiskup metropolita ołomuniecki (zm. 1836)
- 2 października - William Wyatt Bibb, amerykański polityk, senator ze stanu Georgia (zm. 1820)
- 24 października - Rafał Skolimowski, polski duchowny katolicki, matematyk (zm. 1848)
- 5 listopada – Maria Rafols, hiszpańska zakonnica, założycielka Sióstr Miłosierdzia św. Anny, błogosławiona katolicka (zm. 1853)
- 8 listopada – Karol Godula, znany przedsiębiorca śląski (zm. 1848)
- 3 września – Ks. Eugeniusz de Beauharnais, wicekról Włoch, książę Wenecji i wielki książę Frankfurtu, generał francuski, pasierb Napoleona Bonaparte, syn Józefiny de Beauharnais (zm. 1824)

## Zmarli
- 15 lutego – Gotthold Ephraim Lessing (ur. 1729)
- 11 maja – Ignacy z Lakoni, kapucyn z Sardynii, święty katolicki (ur. 1701)
- 18 maja – Tupac Amaru II, przywódca zakończonego klęską indiańskiego powstania przeciwko Hiszpanom w Peru (ur. ok. 1741)

## Zdarzenia astronomiczne
- W tym roku Słońce osiągnęło lokalne maksimum aktywności.

## Święta ruchome
- Tłusty czwartek: 22 lutego
- Ostatki: 27 lutego
- Popielec: 28 lutego
- Niedziela Palmowa: 8 kwietnia
- Wielki Czwartek: 12 kwietnia
- Wielki Piątek: 13 kwietnia
- Wielka Sobota: 14 kwietnia
- Wielkanoc: 15 kwietnia
- Poniedziałek Wielkanocny: 16 kwietnia
- Wniebowstąpienie Pańskie: 24 maja
- Zesłanie Ducha Świętego: 3 czerwca
- Boże Ciało: 14 czerwca